# بارلینک
بارلینک (به لاتین: Barlinek) یک شهر در لهستان است که در گمینا بارلینک واقع شده‌است. بارلینک ۱۷٫۵۴ کیلومتر مربع مساحت و ۱۴٬۱۵۶ نفر جمعیت دارد.

## خواهرخوانده
شهرهای اشنفردینگن، پرنتسلاو و Gryfino خواهرخوانده‌های بارلینک هستند.